# Just Visiting (película)
Just Visiting / Les Visiteurs en Amérique (versión francesa) (titulada Los locos visitantes en Hispanoamérica y Dos colgados en Chicago en España), es una película de comedia del 2001, un remake de la película francesa Les Visiteurs, y un spin-off de Les Visiteurs y su secuela, Les Visiteurs 2. Está protagonizada por Jean Reno, Christina Applegate, Christian Clavier, Malcolm McDowell, Tara Reid, y Bridgette Wilson. Es sobre un caballero medieval y su siervo quien viaja al Chicago del siglo XXI, conociendo al descendiente del caballero. Aunque la segunda película tiene una historia diferente, todavía es considerada parte oficial de la serie.
Esta fue la producción final de Hollywood Pictures antes de estarlo en la gestión de su empresa hermana, Touchstone Pictures hasta Hollywood Pictures lanzó la película de terror de 2006 Stay Alive.

## Trama
La historia se lleva a cabo en el siglo XII en Inglaterra, donde Lord Thibault está a punto de casarse con la Princesa Rosalind, hija del rey reinante, que de este modo sería Henry II. Su madre era Leonor de Aquitania, y sus hermanos eran Ricardo Corazón de León y Juan Sin Tierra.
En el banquete de bodas, un enemigo le da una poción a Thibault que lo hace alucinar, y bajo su influencia, él mata a su propia novia, (en lugar de su padre, en la versión francesa) creyendo que ella es un monstruo feroz. Mientras está en sentencia de muerte, él le pide a un asistente que le de una droga que lo lleve de regreso al momento antes que matara a la Princesa Rosalind. El asistente fracasa en el hechizo, y en su lugar, Thibault y su criado son enviados al siglo XXI.
Terminan en un museo en Chicago donde son arrestados por la policía. Sin embargo, son rescatados por Julian Malféte (Christina Applegate), una empleada del museo que se parece mucho a la Princesa Rosalind. Ella piensa que Thibualt es su pariente que se ahogó mientras estaban en un velero hace unos años. Thibault pronto descubre que Julia es descendiente de su familia y se da cuenta de que él debe regresar al siglo XII para corregir el pasado. Julia los introduce al estilo moderno americano de vida donde las normas de los tiempos medievales no existen. Antes de su regreso a su tiempo, Thibault decide proteger a Julia de su prometido hambriento de dinero Hunter (Matt Ross). Mientras tanto, su criado Andre se enamora de una jardinera, Angelique (Tara Reid) quien le presenta el mundo de la igualdad de derechos para todas las personas.
El mago se da cuenta de su error y decide viajar al futuro para ayudar a Thibault. Después que lo encuentra, él exitosamente prepara una poción para regresar al pasado. Hunter está decidido en evitar Thibault interviniendo con sus planes pero Julia descubre sus intenciones reales y termina con él. Antes de irse, Thibault le dice a Julia que ella conocerá un nuevo y mejor novio. Luego él y el mago toman la poción y regresan al pasado antes de asesinar a Princesa Rosalind. Hunter encuentra el resto de la poción que lo envía al siglo XII donde es capturado.

## Taquilla
La película recaudó en Estados Unidos 2.272.489 dólares en su primer fin de semana.

## Críticas
La película recibió críticas negativas generales, con una puntuación de Rotten Tomatoes con el 33%.